# Richard Dunthorne
Richard Dunthorne (* 1711; † 3. März 1775) war ein englischer Astronom und Landvermesser.
Richard Dunthorne arbeitete in Cambridge als astronomischer und wissenschaftlicher Mitarbeiter für Roger Long und für viele Jahre als Sachverständiger in Fens. Nach ihm ist der Mondkrater Dunthorne benannt.

## Publikationen
- Practical Astronomy of the Moon: or, new Tables... Exactly constructed from Sir Isaac Newton’s Theory, as published by Dr Gregory in his Astronomy, London & Oxford, 1739.
- A Letter from Mr. Richard Dunthorne, to the Rev. Mr. Charles Mason, F. R. S. and Woodwardian Professor of Nat. Hist. at Cambridge, concerning the Moon’s Motion (PDF; 974 kB), 1746
- A Letter from the Rev. Mr. Richard Dunthorne to the Reverend Mr. Richard Mason F. R. S. and Keeper of the Wood-Wardian Museum at Cambridge, concerning the Acceleration of the Moon (PDF; 1,4 MB), 1749
- A Letter from Mr. Rich. Dunthorne to the Rev. Dr. Long, F. R. S. Master of Pembroke-Hall in Cambridge, and Lowndes’s Professor of Astronomy and Geometry in That University, concerning Comets (PDF; 864 kB), 1751
- Elements of New Tables of the Motions of Jupiter’s Satellites: In a Letter to the Reverend Charles Mason, D. D. Woodwardian Professor in the University of Cambridge, and F. R. S. from Mr. Richard Dunthorne (PDF; 366 kB), 1761